# Wilna
Wilna – miasto w Stanach Zjednoczonych, w stanie Nowy Jork, w hrabstwie Jefferson.